# Llista d'analitzadors de paquets
Llista de programaris d'analitzadors de paquets :
| Nom                                              | Creador                                              | Darrera versió                   | Interfície usuari | Llicència   |
| ------------------------------------------------ | ---------------------------------------------------- | -------------------------------- | ----------------- | ----------- |
| Analyze This                                     | Comoe Networks Arxivat 2018-08-15 a Wayback Machine. |                                  | Web GUI           | ?           |
| Cain and Abel                                    | Massimiliano Montoro                                 | 4.9.56 / Abril 7, 2014           | GUI               | Lliure      |
| Capsa                                            | Colasoft                                             | 10.0 / Juliol 26, 2017           | GUI               | Propietària |
| Carnivore                                        | Federal Bureau of Investigation                      |                                  |                   | ?           |
| Charles Web Debugging Proxy                      | Karl van Randow                                      | 4.1.4 / Juliol 10, 2017          | GUI               | ?           |
| Clarified Analyzer                               | Clarified Networks                                   |                                  | GUI               | Propietària |
| Clusterpoint Network Traffic Surveillance System | Clusterpoint                                         |                                  | Web GUI           | Propietària |
| CommView                                         | TamoSoft                                             | 6.5                              | GUI               | Propietària |
| Debookee                                         | iwaxx                                                | 6.0.0b2 (2278) / Juliol 21, 2017 | GUI               | Propietària |
| dSniff                                           | Dug Song                                             | 2.3 / Desembre 17, 2000          | CLI               | BSD         |
| EtherApe                                         | Juan Toledo                                          | 0.9.14 / Febrer 6, 2016          | GUI               | GNU         |
| Ettercap                                         | ALoR i NaGA                                          | 0.8.2-Ferri / Març 14, 2015      | Ambdues           | GNU         |
| Fiddler                                          | Eric Lawrence                                        | 4.6.3.50306 / 9 Desembre 2016    | GUI               | GNU         |
| justniffer                                       | The Justniffer team                                  | 0.5.15 / Març 21, 2016           | CLI               | Lliure      |
| Kismet                                           | Mike Kershaw (dragorn)                               | 2016-01-R1 / Gener 31, 2016      | GUI               | GNU         |
| Microsoft Message Analyzer                       | Microsoft                                            | 1.4 / Octubre 28, 2016           | GUI               | Propietària |
| Microsoft Network Monitor                        | Microsoft                                            | 3.4 / Juny 24, 2010              | GUI               | Propietària |
| netsniff-ng                                      | Daniel Borkmann                                      | 0.6.2 / Novembre 7, 2016         | CLI               | GNU         |
| ngrep                                            | Jordan Ritter                                        | 1.45 (18/11/06)                  | CLI               | BSD         |
| Observer                                         | Viavi Solutions (abans Network Instruments)          |                                  | GUI               | Propietària |
| OmniPeek (abans AiroPeek, EtherPeek)             | Savvius (abans WildPackets)                          | 9.2 / Maig 27, 2016              | GUI               | Propietària |
| SteelCentral Transaction Analyzer                | OPNET Technologies/Riverbed Technology               | 17.0.T-PL1 / Juny 9, 2014        | GUI               | Propietària |
| snoop                                            | Sun Microsystems                                     | Solaris 10 / Desembre 11, 2006   | CLI               | CDDL        |
| tcpdump                                          | The Tcpdump team                                     | 4.8.1 / Octubre 25, 2016         | CLI               | BSD         |
| Wireshark (abans Ethereal)                       | The Wireshark team                                   | 2.4.0 / Juliol 19, 2017          | Ambdues           | GNU         |
| Xplico                                           | The Xplico team                                      | 1.2.0 / Febrer 1, 2017           | Ambdues           | GNU         |